# Ciudad del Carmen
La città di Ciudad del Carmen è a capo del Comune di Carmen, stato di Campeche, Messico. È situata sull'isola del Carmen e si affaccia a nord sulla baia di Campeche e a sud sulla Laguna de Términos. Conta 154 197 abitanti secondo le stime del censimento del 2005 e le sue coordinate sono 18°38′N 91°49′W.